# Comitas halicyria
Comitas halicyria é uma espécie de gastrópode do gênero Comitas, pertencente a família Pseudomelatomidae.